# Pseudomonarchia Daemonum
Pseudomonarchia Daemonum (łac. Fałszywa Monarchia Demonów lub Fałszywe Królestwo Demonów) – grymuar z 1577 roku, autorstwa holenderskiego okultysty i uczonego, Johanna Weyera (Jana Wiera) (1515-1588), opisujący hierarchiczną strukturę piekła.

## 69 demonów
1. Bael (Baell)
2. Aguares
3. Marbas (Barbas)
4. Pruflas (Bufas)
5. Amon (Aamon)
6. Barbatos
7. Buer
8. Gusojn
9. Botis (Otis)
10. Bathym (Marthim)
11. Pursan (Kurson)
12. Eligor (Abigor)
13. Loraj (Oraj)
14. Walefor (Malafar)

1. Moraks (Foraii)
2. Ipes (Ajperos)
3. Naberus (Cerberus)
4. Glasja labolas
5. Zepar
6. Byleth
7. Sytri (Bitru)
8. Pajmon
9. Belial
10. Bune
11. Forneus
12. Ronwe
13. Berith
14. Astaroth

1. Forras (Forkas)
2. Furfur
3. Marchosjas
4. Malfas
5. Wepar (Separ)
6. Sabnak (Salmak)
7. Asmodeus (Asmodaj) (Sydonaj)
8. Gaap (Tap)
9. Szaks (Skoks)
10. Pucel
11. Furkas
12. Murmur
13. Kajm
14. Raum (Rajm)

1. Halfas
2. Fokalor
3. Win
4. Bifrons
5. Gamigin
6. Zagam
7. Orias
8. Wolak
9. Gomory
10. Dekarabia (Karabia)
11. Amdusjas
12. Andras
13. Androalfus
14. Oze

1. Aim (Haborym)
2. Orobas
3. Wapula
4. Cimeries
5. Amy
6. Flauros
7. Balam
8. Alocer
9. Zaleos
10. Wal
11. Haagenti
12. Feniks
13. Stolas